# Sant Esteve d'Estagell

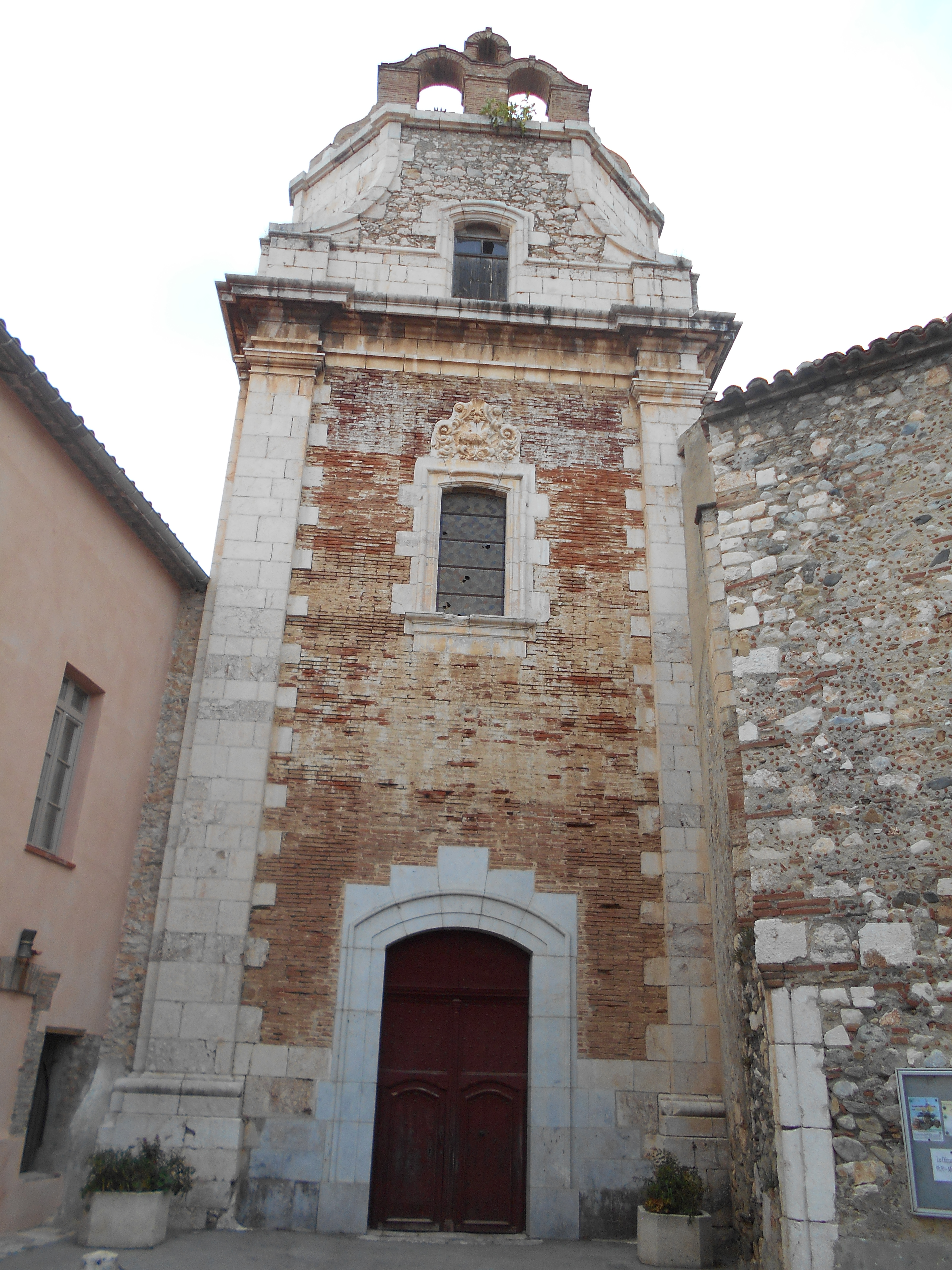
Porta i campanar de l'església

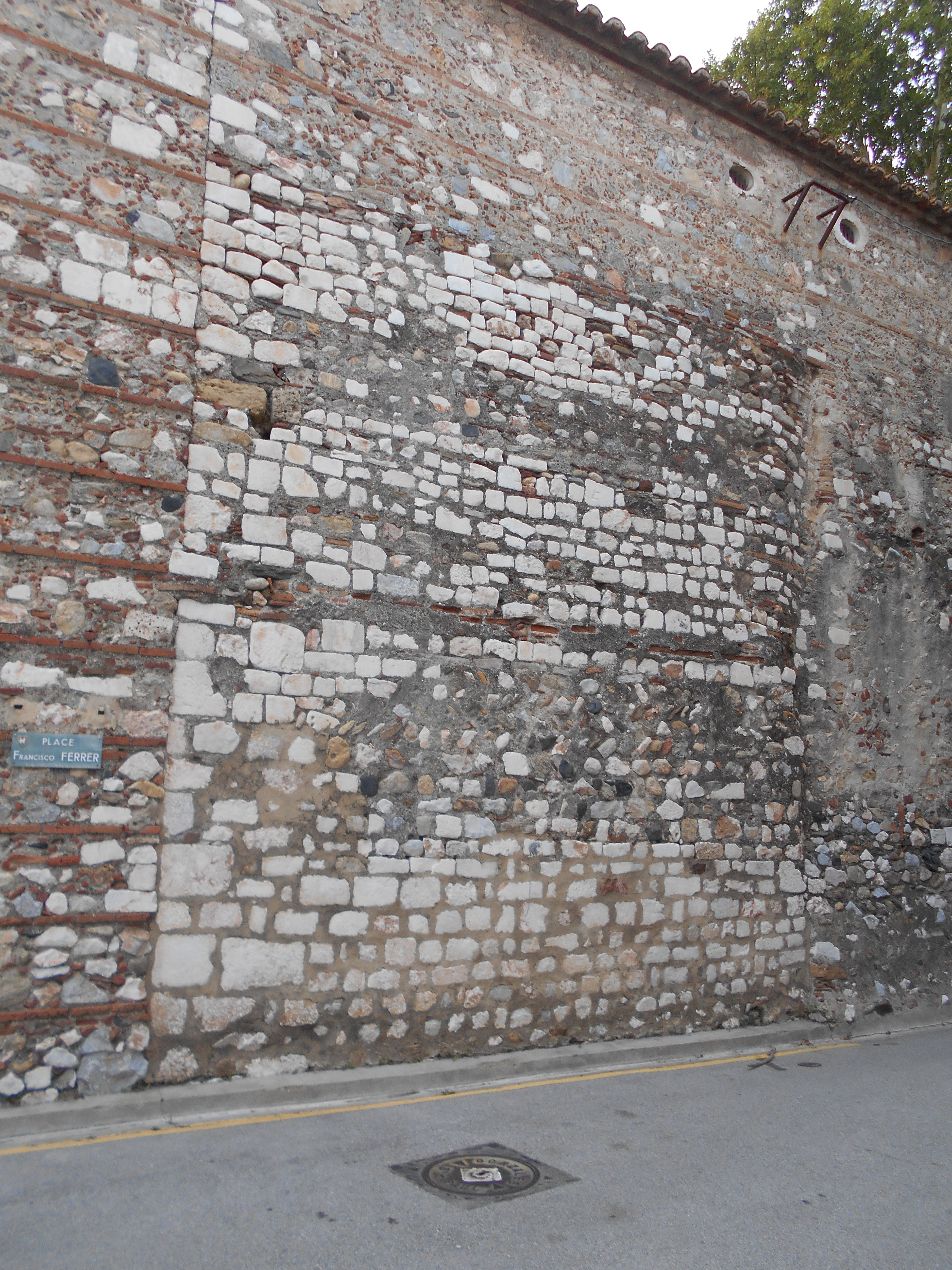
Paret romànica de l'església

Sant Esteve d'Estagell és l'església parroquial d'origen romànic de la vila i terme comunal d'Estagell, a la comarca del Rosselló (Catalunya del Nord).
Està situada a l'extrem nord-oest de la cellera originària de la vila d'Estagell.
L'església de Sant Esteve és esmentada en el mateix document on se cita Estagell per primer cop, el 951, quan depenia de Santa Maria de la Grassa. El temple actual conserva alguns trams de paret de l'església del segle xii, però fou quasi del tot refeta el XVII-XVIII.
És una església d'una sola nau, grossa, amb la capçalera de la nau a llevant, però del temple romànic, només en queden alguns fragments de la façana meridional, a prop de la capçalera. La resta va ser del tot refeta en època moderna. Destaca, a l'extrem de ponent, la torre del campanar, dessota la qual hi ha el porxo d'entrada a l'església, concebuda com una casa senyorial del segle xviii. Fou acabat entre 1760 i 1780.